# Мали Јасеновац
Мали Јасеновац је насељено место града Зајечара у Зајечарском округу. Према попису из 2022. било је 130 становника (према попису из 1991. било је 407 становника).

## Демографија
У насељу Мали Јасеновац живи 254 пунолетна становника, а просечна старост становништва износи 54,8 година (52,8 код мушкараца и 56,5 код жена). У насељу има 117 домаћинстава, а просечан број чланова по домаћинству је 2,43.
Становништво у овом насељу веома је нехомогено, а у последња три пописа, примећен је пад у броју становника.
|  |

| Демографија | Демографија | Демографија |
| Година      | Становника  | Становника  |
| ----------- | ----------- | ----------- |
| 1948.       | 775         |             |
| 1953.       | 742         |             |
| 1961.       | 706         |             |
| 1971.       | 679         |             |
| 1981.       | 554         |             |
| 1991.       | 407         | 386         |
| 2002.       | 284         | 313         |

| Етнички састав према попису из 2002.‍ | Етнички састав према попису из 2002.‍ | Етнички састав према попису из 2002.‍ | Етнички састав према попису из 2002.‍ | Етнички састав према попису из 2002.‍ |
| ------------------------------------ | ------------------------------------ | ------------------------------------ | ------------------------------------ | ------------------------------------ |
|                                      |                                      |                                      |                                      |                                      |
| Срби                                 | Срби                                 |                                      | 127                                  | 44,71%                               |
| Власи                                | Власи                                |                                      | 68                                   | 23,94%                               |
| Румуни                               | Румуни                               |                                      | 48                                   | 16,90%                               |
| Бугари                               | Бугари                               |                                      | 1                                    | 0,35%                                |
| непознато                            | непознато                            |                                      | 30                                   | 10,56%                               |

| Година пописа     | 1948. | 1953. | 1961. | 1971. | 1981. | 1991. | 2002. |
| ----------------- | ----- | ----- | ----- | ----- | ----- | ----- | ----- |
| Број домаћинстава | 167   | 173   | 167   | 170   | 162   | 140   | 117   |

| Број чланова      | 1  | 2  | 3  | 4 | 5 | 6 | 7 | 8 | 9 | 10 и више | Просек |
| ----------------- | -- | -- | -- | - | - | - | - | - | - | --------- | ------ |
| Број домаћинстава | 33 | 47 | 14 | 9 | 6 | 7 | 1 | 0 | 0 | 0         | 2,43   |

| Пол    | Укупно | Неожењен/Неудата | Ожењен/Удата | Удовац/Удовица | Разведен/Разведена | Непознато |
| ------ | ------ | ---------------- | ------------ | -------------- | ------------------ | --------- |
| Мушки  | 113    | 14               | 80           | 14             | 5                  | 0         |
| Женски | 142    | 10               | 84           | 42             | 6                  | 0         |
| УКУПНО | 255    | 24               | 164          | 56             | 11                 | 0         |

| Пол    | Укупно                    | Пољопривреда, лов и шумарство | Рибарство                            | Вађење руде и камена | Прерађивачка индустрија       |
| ------ | ------------------------- | ----------------------------- | ------------------------------------ | -------------------- | ----------------------------- |
| Мушки  | 41                        | 30                            | 0                                    | 0                    | 0                             |
| Женски | 37                        | 31                            | 0                                    | 0                    | 0                             |
| УКУПНО | 78                        | 61                            | 0                                    | 0                    | 0                             |
| Пол    | Производња и снабдевање   | Грађевинарство                | Трговина                             | Хотели и ресторани   | Саобраћај, складиштење и везе |
| Мушки  | 0                         | 2                             | 1                                    | 0                    | 0                             |
| Женски | 0                         | 0                             | 0                                    | 0                    | 0                             |
| УКУПНО | 0                         | 2                             | 1                                    | 0                    | 0                             |
| Пол    | Финансијско посредовање   | Некретнине                    | Државна управа и одбрана             | Образовање           | Здравствени и социјални рад   |
| Мушки  | 0                         | 0                             | 1                                    | 2                    | 1                             |
| Женски | 0                         | 0                             | 0                                    | 3                    | 2                             |
| УКУПНО | 0                         | 0                             | 1                                    | 5                    | 3                             |
| Пол    | Остале услужне активности | Приватна домаћинства          | Екстериторијалне организације и тела | Непознато            | Непознато                     |
| Мушки  | 0                         | 0                             | 0                                    | 4                    | 4                             |
| Женски | 0                         | 0                             | 0                                    | 1                    | 1                             |
| УКУПНО | 0                         | 0                             | 0                                    | 5                    | 5                             |